# Pou de Sa Font Figuera
El pou de Sa Font Figuera és un pou situat al poble de Lloret de Vistalegre a l'illa de Mallorca.
Es tracta d'una de les construccions hidràuliques més emblemàtiques del poble de Lloret de Vistalegre, i actualment aquest espai públic ha sofert una transformació per acomplir una funció d'oci i disfrut de la naturala. S'ha convertit en un punt de reunió dels habitants del poble i dels seus visitants.
Tradicionalment, els pous de caràcter públic estan situats a la vorera d'antics camins que vertebraven el territori de l'illa. Seguint aquest patró, Sa Font Figuera està situada al costat del camí vell d'Algaida, al terme municipal de Lloret de Vistalegre. El pou té una profunditat d'uns tres metres està pedrat en sec i és de secció circular.De la placeta del pou es destaca la presència de dues piques de pedra de grans dimensions.
Els pous han tengut un paper primordial en la hidràulica degut a que les aigües subterrànies són menys escasses que les aigües superficials. Les aigües subterrànies poden obtenir-se per captació o mitjançant la canalització de les fonts i surgències (com seria el cas de sa Font Figuera).
La hidràulica tradicional, en contraposició a la hidràulica moderna, agrupa tecnologies que tenen en comú utilitzar fonts d'energia renovables, adaptades al medi per un procés de culturització de les comunitats. Les tècniques de captació tradicionals comprenen els diversos sistemes d'elevació de l'aigua dels pous i els sistemes de drenatge de l'aigua per gravetat.

## Galeria

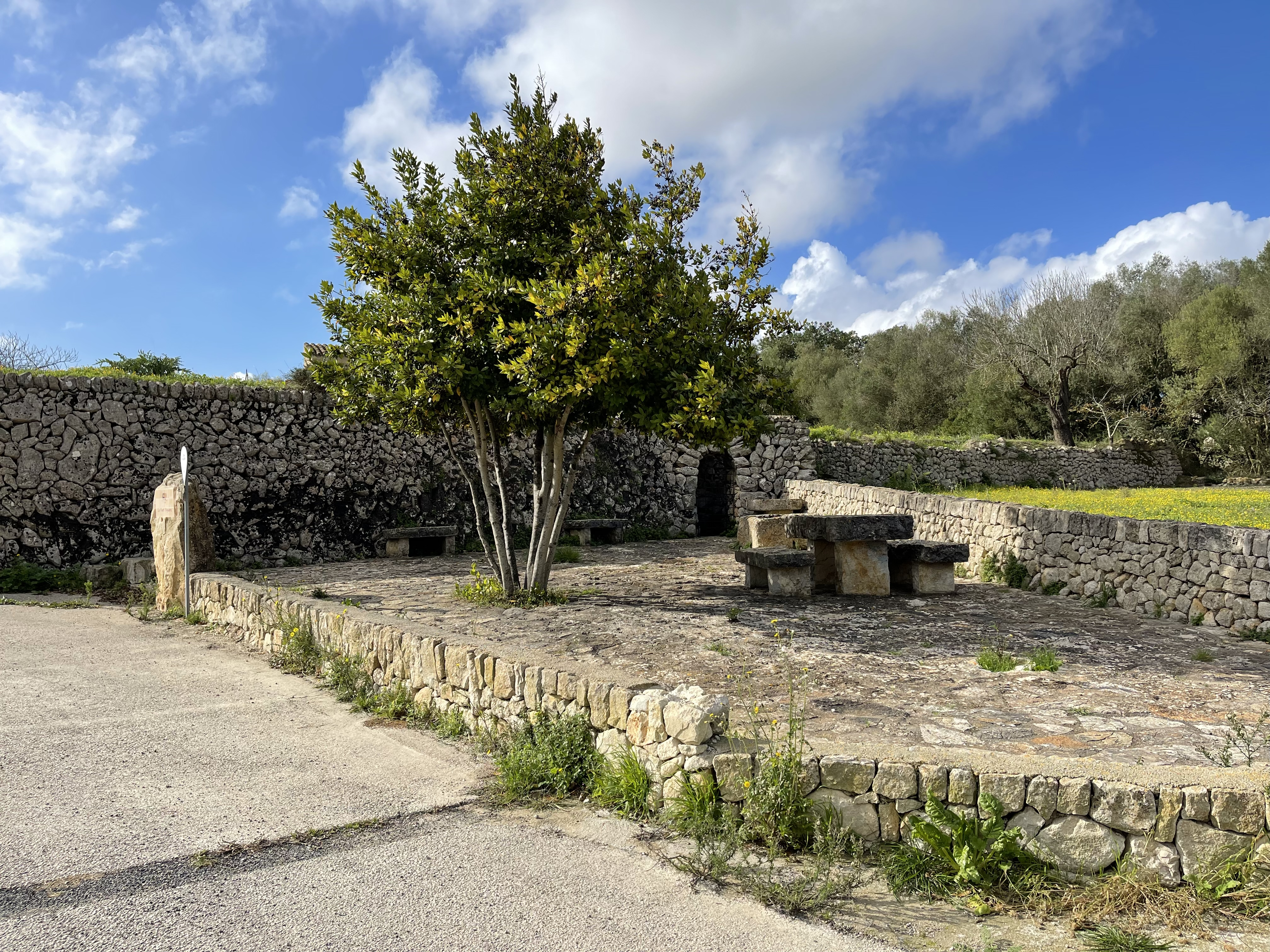
Sa Font Figuera
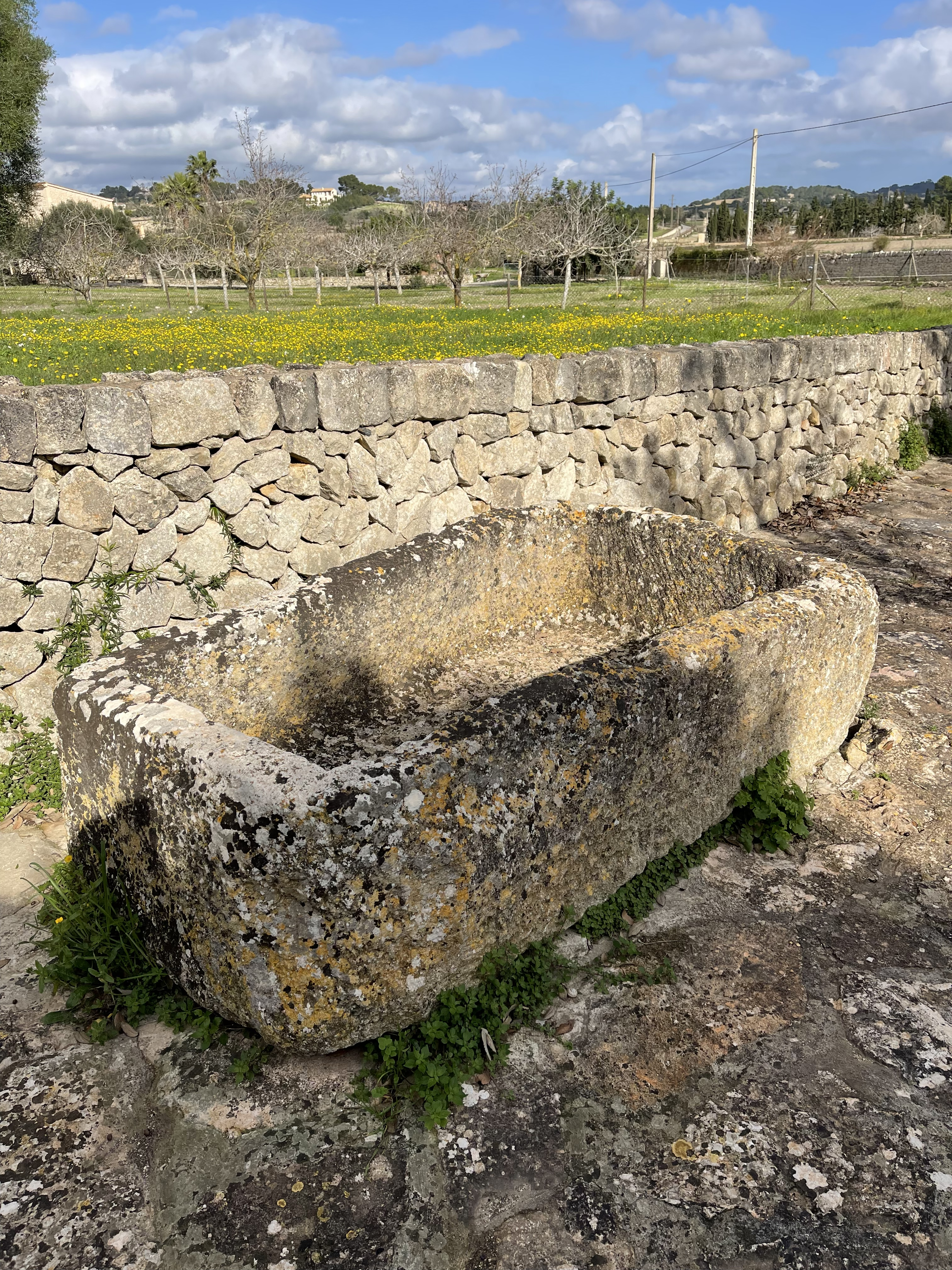
Pica d'aigua a Sa Font Figuera
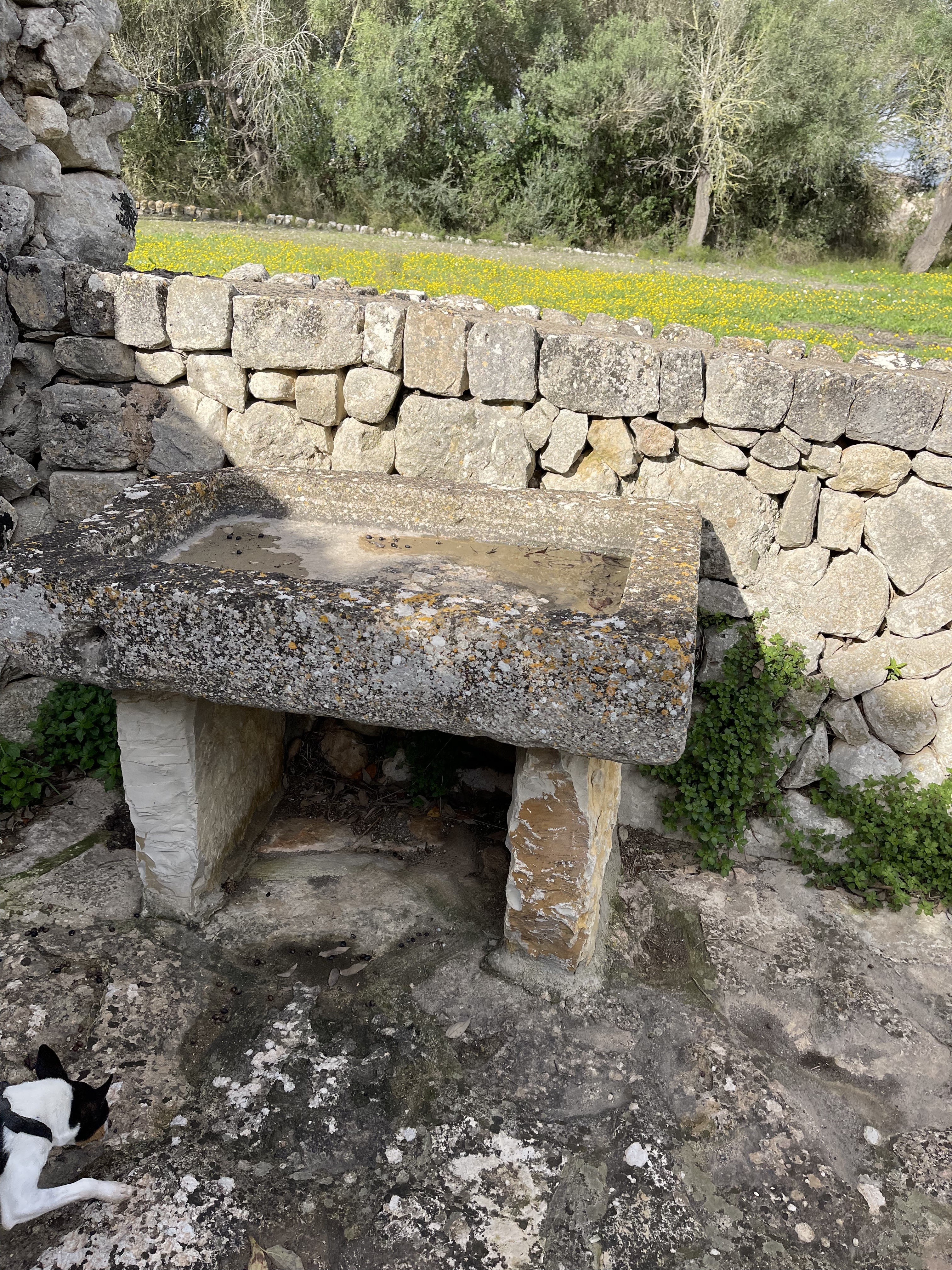
Pica d'aigua a Sa Font Figuera